# Martinamor

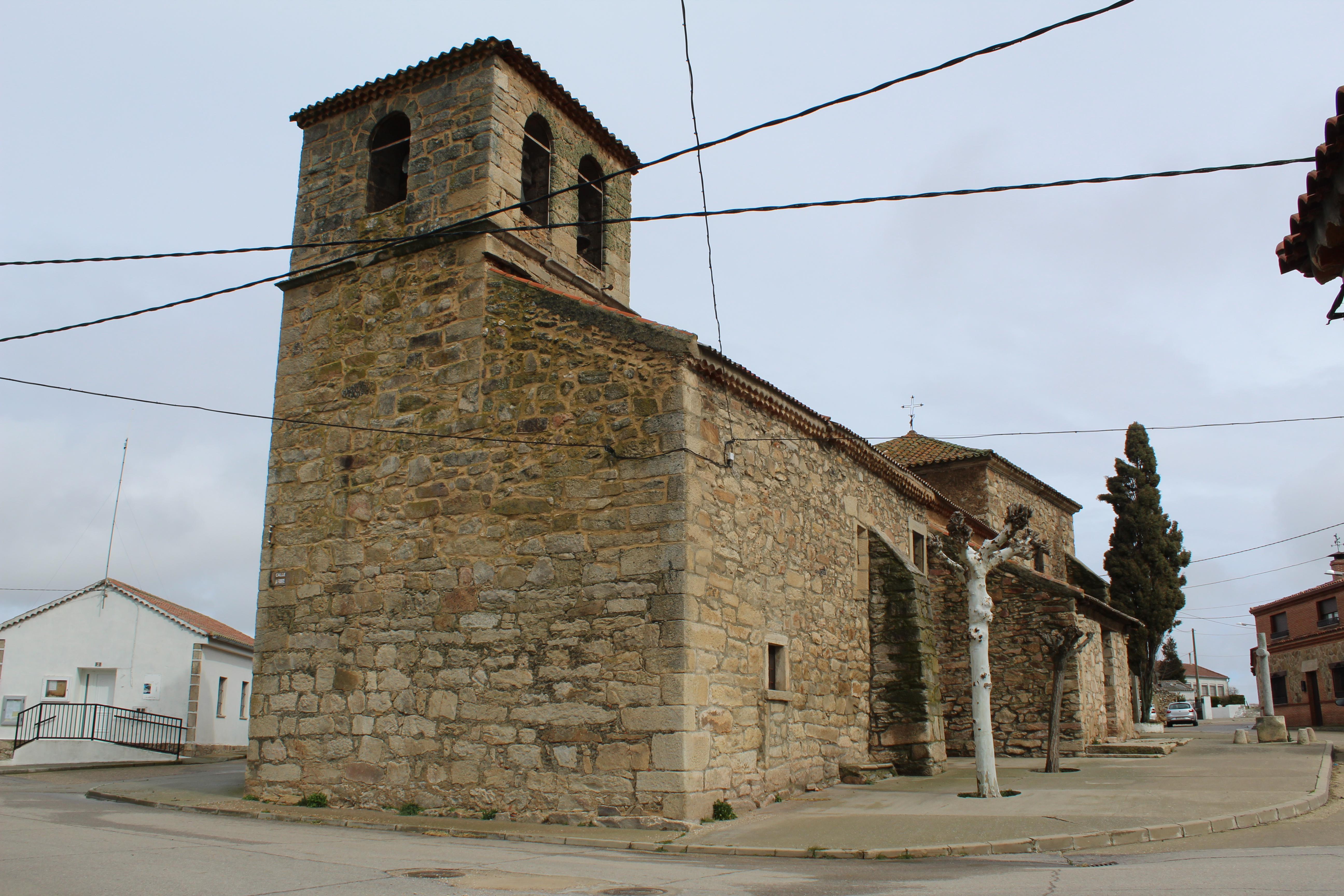
Iglesia de La Asunción

Martinamor es un municipio y localidad española de la provincia de Salamanca, en la comunidad autónoma de Castilla y León. Pertenece al partido judicial de Salamanca y a la mancomunidad Cuatro Caminos y Pantano de Sta. Teresa.
Su término municipal está formado por las localidades de Cuatro Calzadas, Martillán, Martinamor, Matamala, Revilla y Urbanización Mirasierra, ocupa una superficie total de 24,04 km² y según el padrón municipal elaborado por el INE en el año 2017, cuenta con 83 habitantes.

## Geografía
Integrado en la comarca de Tierra de Alba, se sitúa a 22 kilómetros de Salamanca. El término municipal está atravesado por la carretera nacional N-630, en el pK 360, y por una carretera local que conecta la carretera nacional con Valdemierque y Alba de Tormes. 
El relieve del municipio es un altiplano propio de la Meseta Norte, oscilando la altitud entre los 1009 metros al norte (cerro Corral) y los 840 metros al sureste. El pueblo se alza a 956 metros sobre el nivel del mar. 
| Noroeste: Mozárbez   | Norte: Valdemierque                 | Nordeste: Valdemierque y Alba de Tormes     |
| Oeste: Buenavista    |                                     | Este: Alba de Tormes                        |
| Suroeste: Buenavista | Sur: Buenavista y Encinas de Arriba | Sureste: Alba de Tormes y Encinas de Arriba |

## Historia
Su fundación se remonta a la repoblación efectuada por los reyes de León en la Edad Media, denominándose entonces Martín Amor, quedando integrado en dicha época en el cuarto de Allende el Río de la jurisdicción de Alba de Tormes, dentro del Reino de León. En cuanto a las pedanías, Revilla y Matamala ya existían en el siglo XIII, denominándose entonces Ribileya y Matamala. Con la creación de las actuales provincias en 1833, Martinamor quedó encuadrado en la provincia de Salamanca, dentro de la Región Leonesa, formando parte del partido judicial de Alba de Tormes hasta la desaparición de este y su integración en el de Salamanca.

## Demografía
Cuenta con una población de 82 habitantes (INE 2024).
| Gráfica de evolución demográfica de Martinamor entre 1842 y 2021                                                                                                 |
| |
| Población de derecho según los censos de población del INE Población de hecho según los censos de población del INEEn este censo se denominaba Martín Amor: 1842 |

### Núcleos de población
El municipio se divide en varios núcleos de población, que poseían la siguiente población en 2017 según el INE.
| Núcleo de población     | Población |
| ----------------------- | --------- |
| Martinamor              | 51        |
| Urbanización Mirasierra | 15        |
| Cuatro Calzadas         | 8         |
| Matamala                | 6         |
| Revilla                 | 3         |
| Martillán               | 0         |

## Transporte
El municipio está relativamente bien comunicado por carretera, siendo atravesado por la DSA-120 que permite de un lado acceder a la nacional N-630, que une Gijón con Sevilla y al acceso a la autovía Ruta de la Plata de idéntico recorrido y del otro lado comunica con los vecinos municipios de Valdemierque y Alba de Tormes enlazando con la carretera CL-510.
En cuanto al transporte público se refiere, tras el cierre de la ruta ferroviaria de la Vía de la Plata, que pasaba por el municipio de Alba de Tormes y contaba con estación en el mismo, no existen servicios de tren en el municipio ni en los vecinos, ni tampoco línea regular con servicio de autobús. Por otro lado el aeropuerto de Salamanca es el más cercano, estando a unos 24 km de distancia.

## Administración y política
| Partido político                         | 2019  | 2019  | 2019       | 2015  | 2015  | 2015       | 2011  | 2011  | 2011       | 2007  | 2007  | 2007       | 2003  | 2003  | 2003       |
| Partido político                         | %     | Votos | Concejales | %     | Votos | Concejales | %     | Votos | Concejales | %     | Votos | Concejales | %     | Votos | Concejales |
| Partido Popular (PP)                     | 81,13 | 43    | 3          | 48,44 | 31    | 2          | 75,31 | 61    | 4          | 58,62 | 34    | 1          | 75,93 | 41    | 1          |
| Partido Socialista Obrero Español (PSOE) | 11,32 | 6     | 0          | 31,25 | 20    | 1          | 1,23  | 1     | 0          | 37,93 | 22    | 0          | 22,22 | 12    | 0          |
| Coalición SI por Salamanca (SI)          | —     | —     | —          | —     | —     | —          | 19,75 | 16    | 1          | —     | —     | —          | —     | —     | —          |